# サドナンドルジ
サドナンドルジ（モンゴル語: Содномдовчин、中国語:
索特納木多布済、？ - 1825年7月10日）は、ホルチン郡王。妻は嘉慶帝第三皇女荘敬和碩公主。乾隆帝統治下の中、彼は父親を攻撃し、郡王になった。男子のいないまま没すると、一族の中で儀容・儀表両方に優れたセンゲリンチンが養子に迎えられ、ホルチン郡王位を継ぐ。

## 参照
1. ↑  孔四貞与公主墳無関